# Kenth Eldebrink
Kenth Eldebrink (Morjärv, 14 de maig de 1955) és un llançador de javelina suec, ja retirat, guanyador d'una medalla olímpica.
Representà el seu país als Jocs Olímpics de 1984 disputats a Los Angeles, Califòrnia, on assolí la medalla de bronze en llançament de javelina. És el germà gran del jugador d'hoquei gel Anders Eldebrink.

## Resultats
| Any  | Competició                     | Seu                          | Resultat | Distància |
| ---- | ------------------------------ | ---------------------------- | -------- | --------- |
| 1982 | Campionat d'Europa d'atletisme | Atenes, Grècia               | 11è      | 76,76 m   |
| 1983 | Campionat del Món d'atletisme  | Hèlsinki, Finlàndia          | 6è       | 83,28 m   |
| 1984 | Jocs Olímpics                  | Los Angeles, Califòrnia, EUA | 3r       | 83,72 m   |